# Carlo Mangiù
Carlo Mangiù (Catania, 31 marzo 1930 – Catania, 13 luglio 2000) è stato un attore e drammaturgo italiano.

## Biografia
Nacque a Catania il 31 marzo 1930. la sua passione per il teatro si manifestò in età precoce, nel teatro della parrocchia. A venti anni partecipata a rappresentazioni come la "Filodrammatica Gigino Gattuso". Negli  anni '60 fa parte della  stagione "Teatro stabile Rosina Anselmi". Nel  1982 fonda la compagnia del "Teatro Popolare Siciliano", che confluisce nel consorzio" Theatros Insieme al  gruppo di Jano Jacobello". Dopo poco le compagnie teatrali decidono di separarsi. Carlo Mangiù   scrisse anche alcune commedie, le 2 più rappresentate;  "Signora Menza lira e un Killer chiamato damigiana". L'7 maggio del '95  perde la sua compagna di vita e di palcoscenico Giovanna Porcelli. Dopo la sua morte entrò in depressione.
Il 13 luglio del 2000  Carlo Mangiù morì nel sonno lasciando il figlio Aldo alla guida della compagnia teatrale.